# Fissistigma tonkinense
Fissistigma tonkinense är en kirimojaväxtart som först beskrevs av Achille Eugène Finet och François Gagnepain, och fick sitt nu gällande namn av Elmer Drew Merrill. Fissistigma tonkinense ingår i släktet Fissistigma och familjen kirimojaväxter. Inga underarter finns listade i Catalogue of Life.